# 사캬파
사캬파는 티베트 불교의 한 종파이다. 토번의 호족 가문이었던 남부 티베트의 쾬씨 가문 출신 쾬 꾄족개뽀가 1073년에 가문 영지 안에 사캬 사원을 세운 것에서 유래하였다.

## 같이 보기
- 티베트 불교